# Yvette Grice
Pour les articles homonymes, voir Grice (homonymie).
Yvette Grice, née le 17 janvier 1980 à Macclesfield dans le Cheshire, est une triathlète professionnelle anglaise, vainqueure sur compétition Ironman.

## Biographie
Yvette Grice est née à Macclesfield dans le Cheshire, mais à rapidement déménagé à Bedfordshire Elle a étudié à l'Université de Brighton à eastbourne.

## Palmarès triathlon
Le tableau présente les résultats les plus significatifs (podium) obtenus sur le circuit national et international de triathlon depuis 2006,.
| Année | Compétition                | Pays        | Position           | Temps           |
| ----- | -------------------------- | ----------- | ------------------ | --------------- |
| 2013  | Challenge Henley-on-Thames | Royaume-Uni | Médaille d'argent  | 10 h 5 min 18 s |
| 2012  | Challenge Henley-on-Thames | Royaume-Uni | Médaille de bronze | 9 h 56 min 56 s |
| 2011  | Ironman Royaume-Uni        | Royaume-Uni | Médaille de bronze | 9 h 37 min 38 s |
| 2011  | Challenge Henley-on-Thames | Royaume-Uni | Médaille d'or      | 9 h 47 min 35 s |
| 2010  | Ironman Royaume-Uni        | Royaume-Uni | Médaille d'or      | 10 h 1 min 2 s  |
| 2010  | Big Cow Cowman             | Royaume-Uni | Médaille d'or      | Timing          |
| 2006  | Ironman 70.3 Royaume-Uni   | Royaume-Uni | Médaille de bronze | Timing          |